# Anthene opalina
Anthene opalina är en fjärilsart som beskrevs av Henry Stempffer 1946. Anthene opalina ingår i släktet Anthene och familjen juvelvingar. IUCN kategoriserar arten globalt som livskraftig. Inga underarter finns listade i Catalogue of Life.